# Hear the Light Singing
Hear the Light Singing ist ein Jazzalbum von Myra Melford’s Fire and Water Quintet. Die am 8. November 2022 im Firehouse 12, New Haven, Connecticut, entstandenen Aufnahmen erschienen am 17. November 2023 auf RogueArt.

## Hintergrund
Laut der Journalistin und Kritikerin Natalie Wiener knüpfe diese Aufnahme der Pianistin Myra Melford thematisch an die vorangegangene Aufnahme ihres Fire & Water Quintetts For the Love of Fire and Water (2022) an und basiere auf einer [musikalischen] Interpretation der Kunst von Cy Twombly, notierte Dave Sumner. Mit einer Ausnahme trägt das Personal von For the Love of Fire and Water auch zur nachfolgenden Produktion bei, nämlich die Gitarristin Mary Halvorson, die Saxophonistin Ingrid Laubrock, die Cellistin Tomeka Reid sowie (anstelle von Susie Ibarra) die Schlagzeugerin Lesley Mok. Wie sein Vorgänger wurde Hear the Light Singing im Studio und Veranstaltungsort Firehouse 12 in New Haven aufgenommen – dieses Mal im Anschluss an die länderübergreifende CD-Veröffentlichungstour des ersten Albums.
Hear the Light Singing besteht aus fünf Sätzen, einer „Insertions“  genannten Suite, die Melford für die Quintetttournee komponiert und für die unterschiedlichen Stimmen des Quintetts geschrieben hat. So ist jedes Mitglied des Quintetts ohne Begleitung in einem der fünf Stücke des Albums zu hören.

## Titelliste
- Myra Melford’s Fire and Water Quintet: Hear the Light Singing (Rogueart ROG-0130)[4]

1. Insertion One 9:52
2. Insertion Two 6:48
3. Insertion Three A + B 18:23
4. Insertion Four 8:14
5. Insertion Five 8:25

Wenn nicht anders vermerkt, stammen die Kompositionen von Myra Melford.

## Rezeption

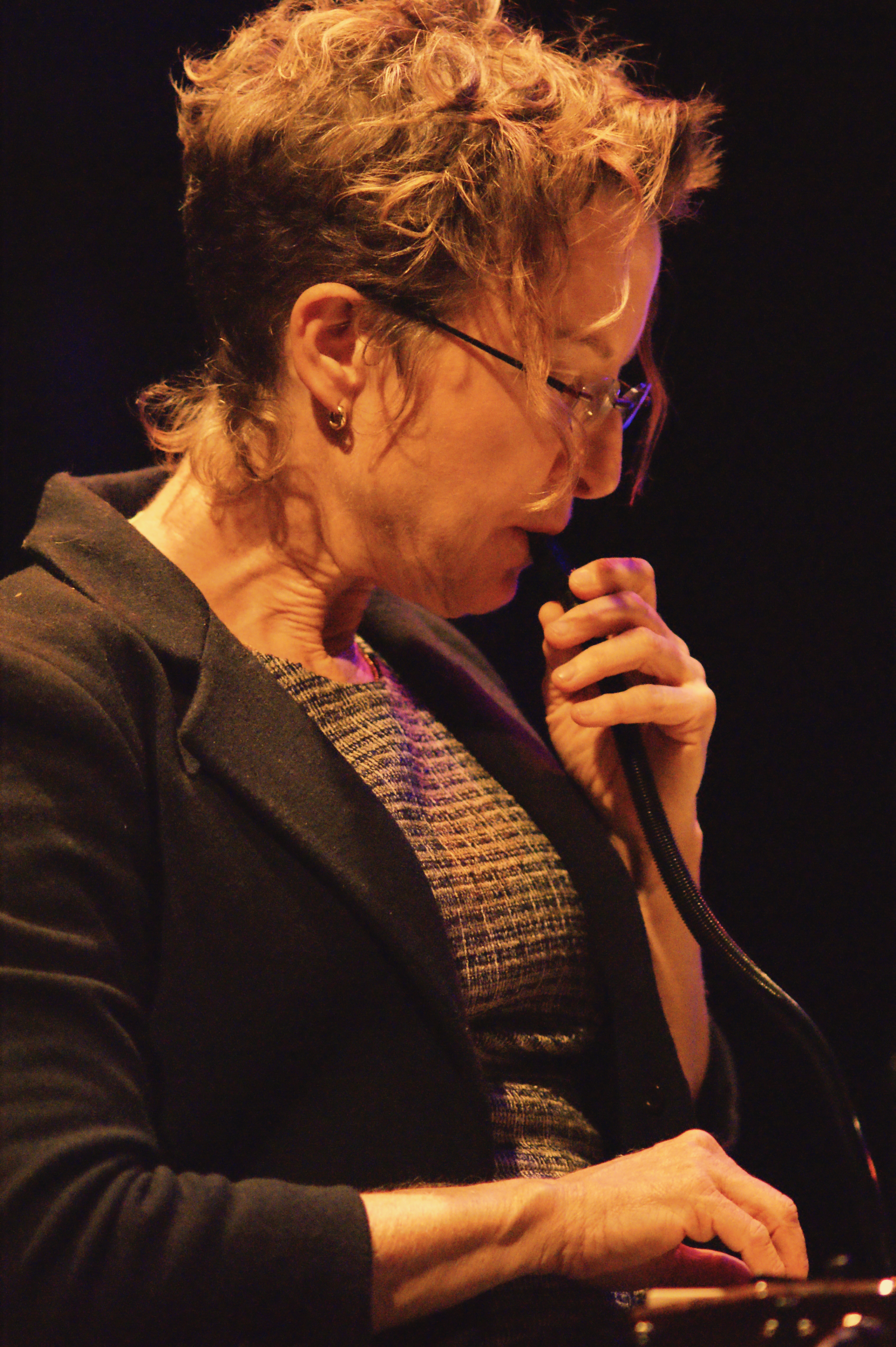
Myra Melford 2013

Eine der vielen reizvollen Qualitäten von Hear the Light Singing sei die Art und Weise, wie seine abstrakte Melodie einen Umweg vorgibt und dennoch einen erkennbaren Weg beibehalte – was einen Einblick in die Freiheit der Improvisation gewähre, meinte Dave Sumner (Daily Bandcamp). Diese Zwischenspiele, wenn alles aus heiterem Himmel zusammenkomme, seien einfach umwerfend. „Es ist eine Aufführung, bei der die Reise ebenso viel Nervenkitzel mit sich bringt wie die Ankunft“.
Jede dieser unbegleiteten Einführungen bestimme die Atmosphäre dieser Stücke, schrieb Eyal Hareuveni (Salt Peanuts). Melford stellt das erste vor, in dem sie zwischen eckigen kontrapunktischen Linien und rockigen Veränderungen jongliert; Reid über den zweiten emotional-romantischen Teil; Mok über das dritte epische Herzstück, das die feurigen, verworrenen Improvisationen des Quintetts betone, die nie ihre wilde Energie verlieren; Halvorson auf dem vierten mit ihren zarten Schichten fast barock anmutender Looping-Riffs; und Laubrock im fünften und letzten Stück, ein lyrisches, aber dennoch jubelndes, fast tanzbares Stück, das als Zugabe für das Ensemble gedacht war.
Das Quintett klinge jetzt wie eine funktionierende Band und nutze Melfords kluge und sorgfältig ausgearbeitete Kompositionen für seine einfühlsame und vielschichtige Dynamik, so  Hareuveni weiter. Es unterstreiche bemerkenswert, wie die starken Einzelstimmen, jeder Musiker mit seiner eigenen reichhaltigen Idiom und unverwechselbaren Klangpalette, die farbenfrohen und verspielten Kompositionen einer engen und fokussierten Band bereichern. Diese beeindruckende „Insertions“-Suite präsentiere auch Melfords offene und integrative Vision von Jazz und umfasse Elemente von Third Stream, kammermusikalischer Jazz, Free Jazz und freier Improvisation, setze aber dennoch auf starke melodische Adern und verspielte Grooves.